# Hockeyfrilla

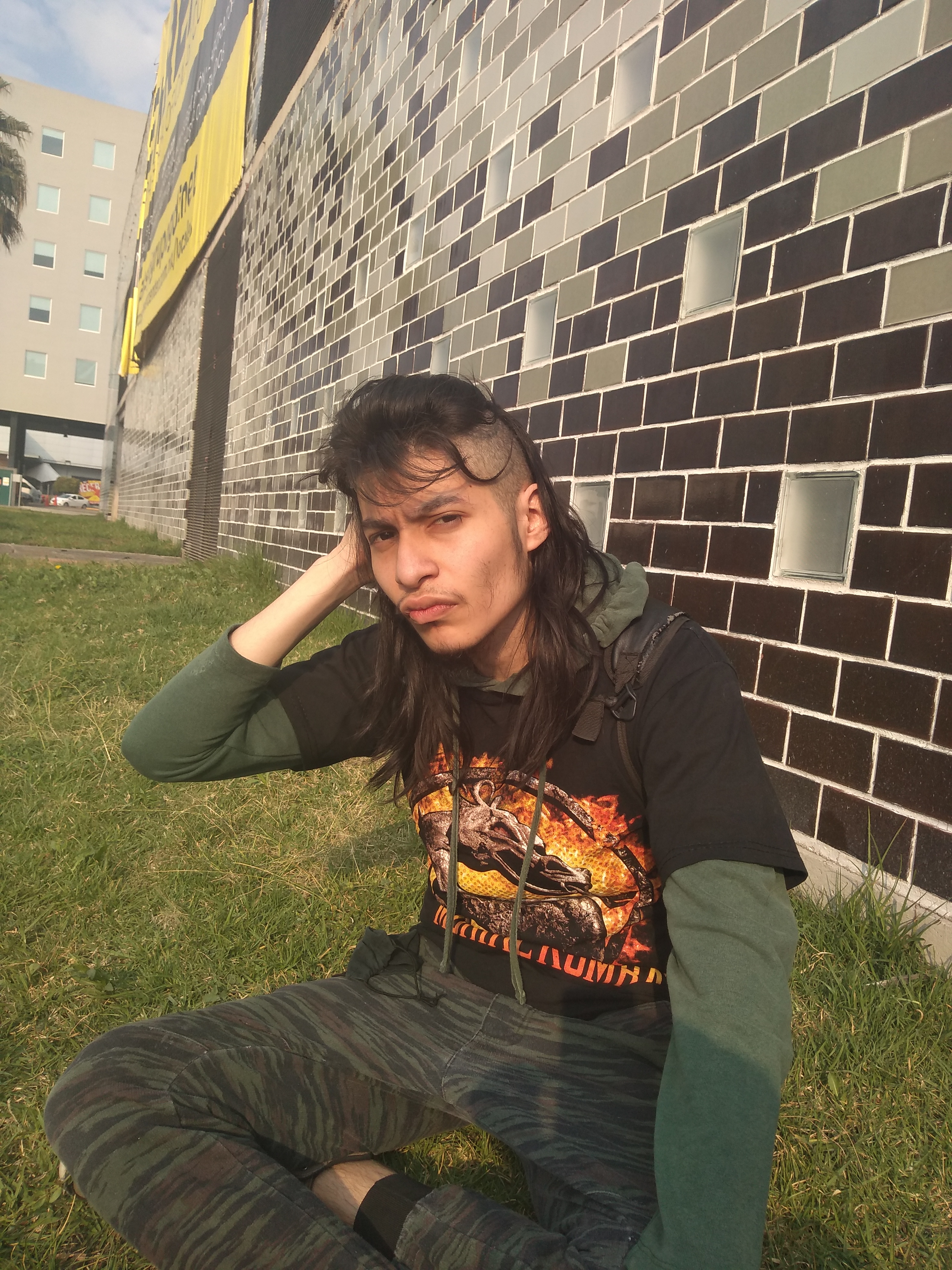
Som ses här görs denna frisyr vanligtvis genom att raka båda sidorna av huvudet men lämna hårets fram- och baksida långa.

En hockeyfrilla, hockeyfrisyr eller ishockeyfrisyr är en frisyr som kännetecknas av längre hår i nacken och kortare hår i luggen och på sidorna.

## Namn
Namnet härstammar från att många kända professionella hockeyspelare bar frisyren under 1980-talet och första hälften av 1990-talet. I svensk media dök begreppet hockeyfrisyr och hockeyfrilla upp 1993, vilket sammanföll med att bandet De lyckliga kompisarna släppte låten "Ishockeyfrisyr". På danska heter hockeyfrilla "svenskerhår", eftersom frisyren blev populär tidigare i Sverige än i Danmark. På tyska kallas den "Vokuhila" – Vorne kurz, hinten lang.

## Historia

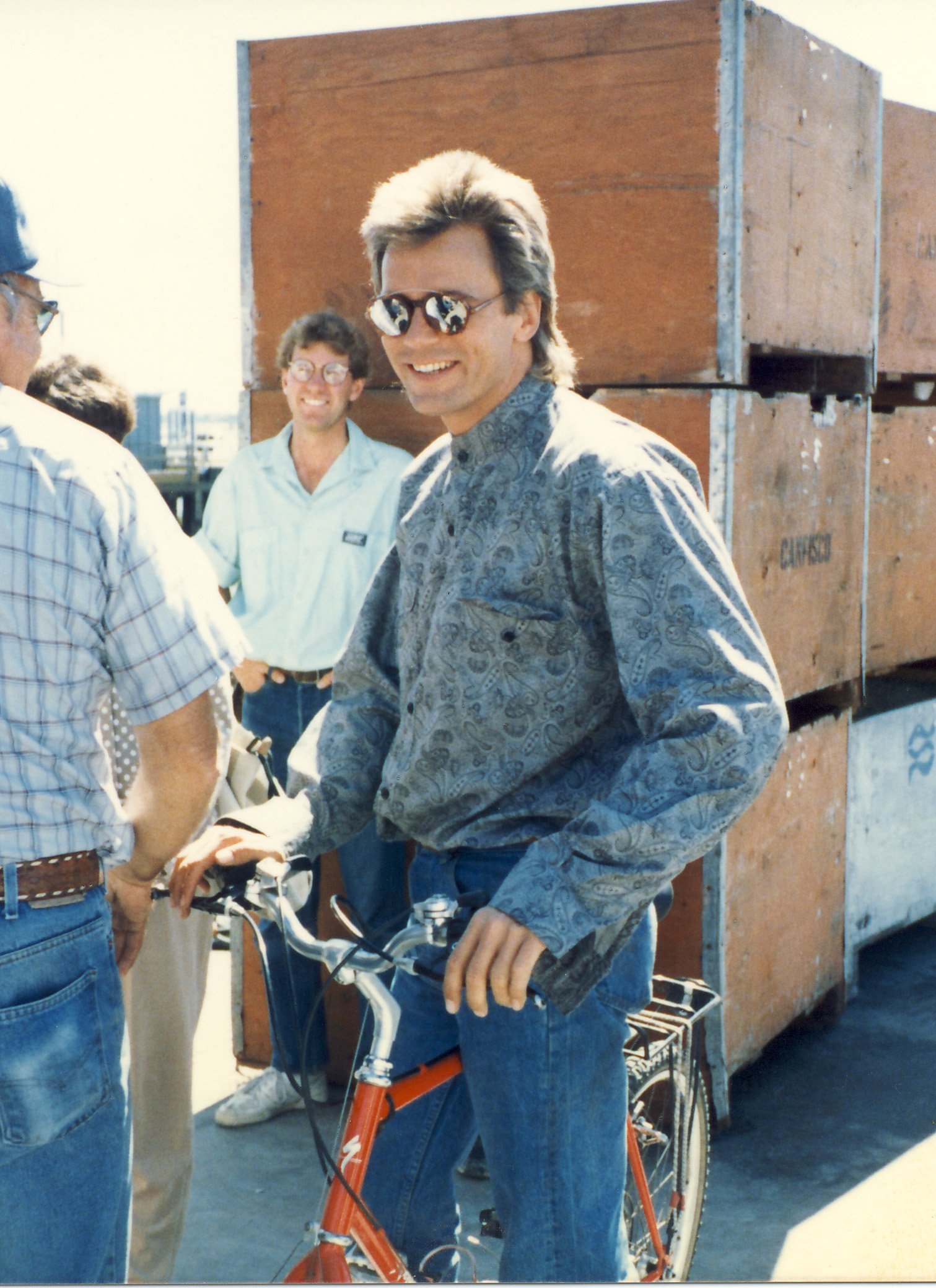
Richard Dean Anderson (1985), som bar en hockeyfrilla när han gjorde rollen som MacGyver.

Under 500-talet skrev den bysantinske lärde Procopius om grupper med unga män som hade frisyrer med långt hår i nacken och kortklippt lugg. Denna stil som var otypisk i romarriket kallades för "hunnerstil".
Under 1970-talet blev hockeyfrillan populär inom vissa kretsar och bars av rockstjärnor som Rod Stewart, David Bowie, Andy Mackay i Roxy Music, och Paul McCartney.
Under 1980-talet i USA blev hockeyfrillan även populär inom den lesbiska kulturen.
Frisyren föll i onåd vid mitten av 1990-talet och i populärkulturen används den sedan dess flitigt, inte sällan nedvärderande, för att markera att en person saknar modemedvetenhet, har svårt att hänga med sin tid, kommer från arbetarklassen eller är socialt inkompetent. Ett exempel är komedin Wayne's World från 1992. De lyckliga kompisarna lanserade sången Ishockeyfrisyr 1993. Punkbandet Vandals släppte låten "I've Got an Ape Drape" 1998 där de sjöng om frisyren som "bärs av countrymusiker och gäster i The Jerry Springer Show".
I början av 2000-talet återuppstod hockeyfrillan som modefrisyr inom vissa kretsar.

## Galleri

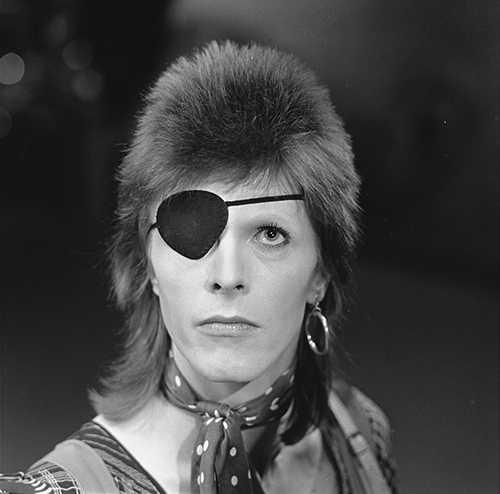
David Bowie (frisyr från 1974) föregick den senare hockeyfrillavågen.
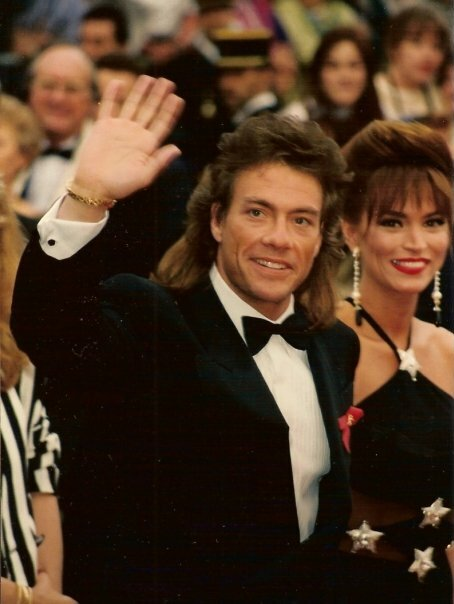
Jean-Claude Van Damme i Cannes med en klassisk hockeyfrilla från 1980-talet.
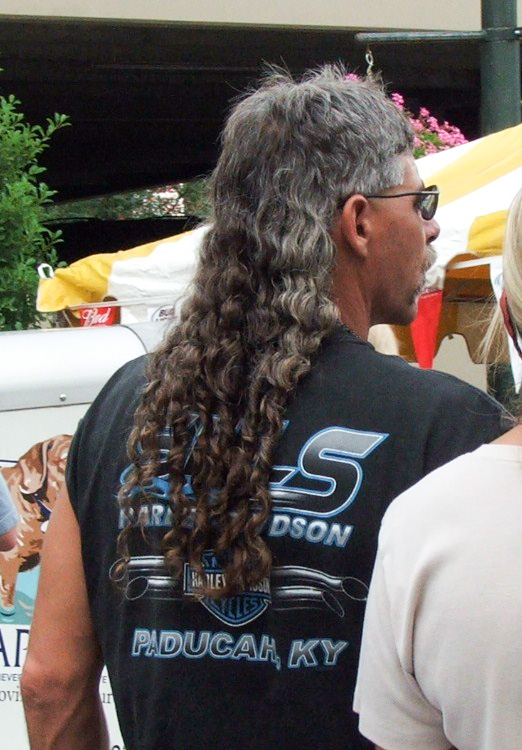
En mycket lång och lockig hockeyfrilla.